# Jorge Maqueda
Jorge Maqueda Peño (ur. 6 lutego 1988 w Palencii) – hiszpański piłkarz ręczny, reprezentant kraju grający na pozycji rozgrywającego. Obecnie występuje w drużynie Industria Kielce.

## Sukcesy

### reprezentacyjne
- brązowy medal mistrzostw Świata  2011
- złoty medal mistrzostw Świata  2013

### klubowe
- mistrzostwo Hiszpanii  2006
- puchar Króla  2007